# Terramesnil
Terramesnil (picardisch: Téramoén) ist eine nordfranzösische Gemeinde mit 323 Einwohnern (Stand 1. Januar 2022) im Département Somme in der Region Hauts-de-France. Die Gemeinde gehört zum Kanton Doullens und ist Teil der Communauté de communes du Territoire Nord Picardie.

## Geographie
Die Gemeinde liegt unmittelbar an der Grenze der Picardie zum Département Pas-de-Calais und ist mit dem Ortsteil Petit Amplier der Gemeinde Amplier zusammengewachsen. Das Schloss im Nordwesten gehört bereits zur Gemeinde Doullens, deren Zentrum rund 7,5 km nordwestlich liegt und über die Départementsstraße D23 erreichbar ist.

## Einwohner
| 1962 | 1968 | 1975 | 1982 | 1990 | 1999 | 2006 | 2010 |
| ---- | ---- | ---- | ---- | ---- | ---- | ---- | ---- |
| 309  | 290  | 279  | 280  | 246  | 230  | 269  | 284  |

## Verwaltung
Bürgermeister (maire) ist seit 2008 André Carton.